# Николаевское (Рязанская область)
Николаевское — село в Касимовском районе Рязанской области, входит в состав Крутоярского сельского поселения.

## География
Село расположено в 6 км на юго-запад от центра поселения посёлка Крутоярский и в 22 км на юго-запад от города Касимова. 

## История
Село Антоново с пустой церковью Покрова Пресвятой Богородицы упоминается в окладных книгах 1676 года, где о ней замечено, что церковь опустела с «морового поветрия». «Моровое поветрие» свирепствовало в Рязани и Касимове в 1648 году, следовательно с середины XVII столетия Антоново в качестве деревни состояло в приходе к селу Рубецкому. 
В конце XIX — начале XX века деревня Антоново относилось к Телебукинской волости Касимовского уезда Рязанской губернии. В 1859 году в селе числилось 47 дворов, в 1906 году — 90 дворов.
Уроженец села Иван Яковлевич Котов (1913-?), попавший во время войны в немецкий плен и оставшийся в 1945 г. во Франции, оставил воспоминания о своей жизни, где пишет о коллективизации в Николаевском, о незавидной доле здешних крестьян-колхозников в довоенное время. Эти воспоминания опубликованы в 2009 г. в сборнике "Российская и советская деревня первой половины XX века глазами крестьян. Взгляд из эмиграции", на страницах 428-445. 

## Население
| 1859 | 1906 |
| ---- | ---- |
| 402  | 508  |

| 1859 | 1906 | 2010 |
| ---- | ---- | ---- |
| 402  | ↗508 | ↘28  |